# لارنس‌ویل (نیوجرسی)
لارنس‌ویل (به انگلیسی: Lawrenceville) یک منطقهٔ مسکونی در ایالات متحده آمریکا است که در لاورنس، نیوجرسی واقع شده‌است. لارنس‌ویل ۲٫۷۰۱ کیلومتر مربع مساحت و ۳٬۸۸۷ نفر جمعیت دارد و ۵۶ متر بالاتر از سطح دریا واقع شده‌است.